# Tatralift
Tatralift a.s. – słowacka firma produkująca wyciągi narciarskie, napowietrzne krzesełkowe koleje linowe oraz kolejki górskie. 

## Historia
W latach 70. francuska firma Pomagalski S.A., zajmująca się produkcją środków transportu linowego, złożyła propozycję utworzenia na polskim Podhalu wytwórni kolei linowych i wyciągów narciarskich. Propozycja ta została jednak odrzucona, gdyż w tym czasie produkcją tego typu środków transportu z powodzeniem zajmował się Mostostal Zabrze. Pomagalski S.A. przedstawił więc swoją ofertę zbudowania fabryki Słowakom, którzy ją zaakceptowali, i tak w miejscowości Kežmarok, przy ulicy Polnej 4 powstała spółka-córka Pomagalskiego nazwana TATRAPOMA a.s.
W 2010 spółka zmieniła nazwę na Tatralift.

## Wyciągi narciarskie
Wyciągi narciarskie TATRAPOMY posiadają urządzenia holujące zakończone charakterystycznymi, plastikowymi talerzykami (spotykane kolory to czerwony, żółty, zielony, niebieski, czarny i biały). Spośród nich można wyróżnić typy:
Typ H (H 40, H 60, H 80, H130, H 180, H 210) – wyciągi pracujące w systemie Poma-Lift, o długości do 2 km. Przepustowość: 1000 osób na godzinę, moc silnika od 11 do 110 kW, prędkość od 0,5 do 3,5 m/s. Charakteryzują się wyższą niż w przypadku wyciągów typu P prędkością przewozową i zastosowanymi na trasie charakterystycznymi kołami prowadzącymi o dużych średnicach. Nawrót liny na stacji końcowej jest realizowany za pomocą tzw. "pływającego koła" - koła utrzymywanego w powietrzu za pomocą kilku pionowych lin, napinanych grawitacyjnie - lub za pomocą koła napinanego hydraulicznie na betonowym kompleksie podporowym.
Typ PFP – wyciągi o długości do 350 metrów, posiadające uchwyty zakończone talerzykami, ale nie wyposażone w system zatrzymywania zawieszeń w magazynie na stacji dolnej. Moc w zakresie od 5,5 do 11 kW, przepustowość: 700 osób na godzinę, prędkość od 0,5 do 2,3 m/s. Nawrót liny realizowany poprzez system krążków i 1-2 kół nawrotnych, umieszczonych na betonowej podporze. Wraz z pokrewnym typem P jest to typ wyciągu często spotykany na tzw. "oślich łączkach" (krótkich trasach narciarskich o małym nachyleniu), charakteryzujący się zwykle niską prędkością przewozową, niskimi podporami i krążkami prowadzącymi o małych średnicach. 
Typ P – wyciąg typu PFP posiadający dolną stację napędową zamocowaną nie na betonowym fundamencie, a bezpośrednio na ziemi, za pomocą specjalnych kotwień. Nawrót liny za pomocą "pływającego koła".
Typ F (FP) – wyciąg o konstrukcji zbliżonej do typu P/PFP, jednak znacznie dłuższy (do 700 m długości). Moc silnika napędzającego w zakresie od 11 do 30 kW, przepustowość: 800 osób na godzinę, prędkość od 0,5 do 2,3 m/s. Posiada wyższe podpory niż typ P/PFP. W przypadku pozostawienia takich samych zawieszeń "talerzyków", jakie zastosowano w typie P/PFP, zabudowanie wysokich słupów skutkuje zbyt gwałtownymi szarpnięciami, wydatnie zmniejszającymi komfort jazdy.
TATRAPOMA na niektórych podporach swoich wyciągów umieszcza metalowe tabliczki firmowe (srebrne litery na niebieskim tle) z inskrypcją "TATRAPOMA licencia POMAGALSKI S.A. France TATRANSKÝ PODNIK MP KEŽMAROK".

## Krzesełkowe koleje linowe
Typ SLF – krzesełkowa koleje linowa niewyprzęgana; długość trasy do 2 kilometrów, przepustowość 2400 osób na godzinę (krzesełka spotykane w konfiguracji 2, 3 lub 4-osobowe). Moc silnika napędowego od 40 do 450 kW, prędkość od 0,5 do 2,6 m/s. Stacje podzielono na typ ALFA i GAMMA. Napinanie odbywa się za pomocą siłownika hydraulicznego.

## Kolejki górskie
TATRABOB – system kolejki górskiej składający się z wagoników mieszczących jednego dorosłego i jedno dziecko, poruszających się po torze zbudowanym ze stalowych rur. Wjazd pod górę odbywa się poprzez ciągnięcie przez linę napędową pośrodku "szyn".